# Monte Chingolo
Monte Chingolo es una localidad del partido de Lanús en la provincia de Buenos Aires —zona sur del Gran Buenos Aires, Argentina.

## Población
Monte Chingolo fue fundada según la placa del mastil el 20 de junio de 1926. La placa fue retira por Ricardo (el comerciante de Caaguazú 4431).
Pero para el año 1938 ya existía una colonia desarrollada con agua potable, sobre la calle Dick henry Kloosterman (ex- Charcas) cerca de la fábrica (ex-Siam/ ex-chrysler/ ex-volkswagen).
Monte Chingolo era en 2001 la segunda ciudad más poblada del partido con 85 060 habitantes (Indec, 2001), lo que representa un 19% del total.
Limita al Sur con las localidades de Banfield y Bernal Oeste, al Este con Wilde y Parque Dominico, al Norte con Lanús Este y al Oeste con Remedios de Escalada.

## Evento histórico
El tren provincial (Ferrocarril Provincial de Buenos Aires) iba del mercado de lanares (actual shopping Alto Avellaneda) a La Plata y conectaba con las ciudades con Mira Pampa y con Loma Negra (con sus 2 ramales). El mismo fue cerrado por orden del FMI, por lo cual mando un Coronel del Ejército de Estados Unidos de América. En la década de los 60 (ver Tren de la Esperanza y las huelgas). Tardaron 10 años aproximadamente para que en el 2 de julio de 1977, dejara de pasar el último tren carguero (lo último que tardaron en desactivar). Hoy podemos ver que en la decadencia surgió una biblioteca en los restos de una estación de tren que poseía esplendor.
El hecho histórico más famoso aconteció en 1975. El 23 de diciembre, el Ejército Revolucionario del Pueblo, una organización guerrillera, intentó copar el Batallón Depósito de Arsenales 601 «Domingo Viejobueno» del Ejército Argentino para apoderarse del armamento con el que iban a ir a la guerrilla en el monte tucumano.

## Dedicatoria musical
La banda de rock Babasónicos, tiene una canción llamada «Chingolo Zenith» que hace referencia a su lugar de origen en una frase «Sean bienvenidos al Monte». Además, la banda hardcore Eterna inocencia, en su canción Cartago, hace referencia a la matanza en esta localidad.

## Estación Monte Chingolo, Biblioteca y Museo

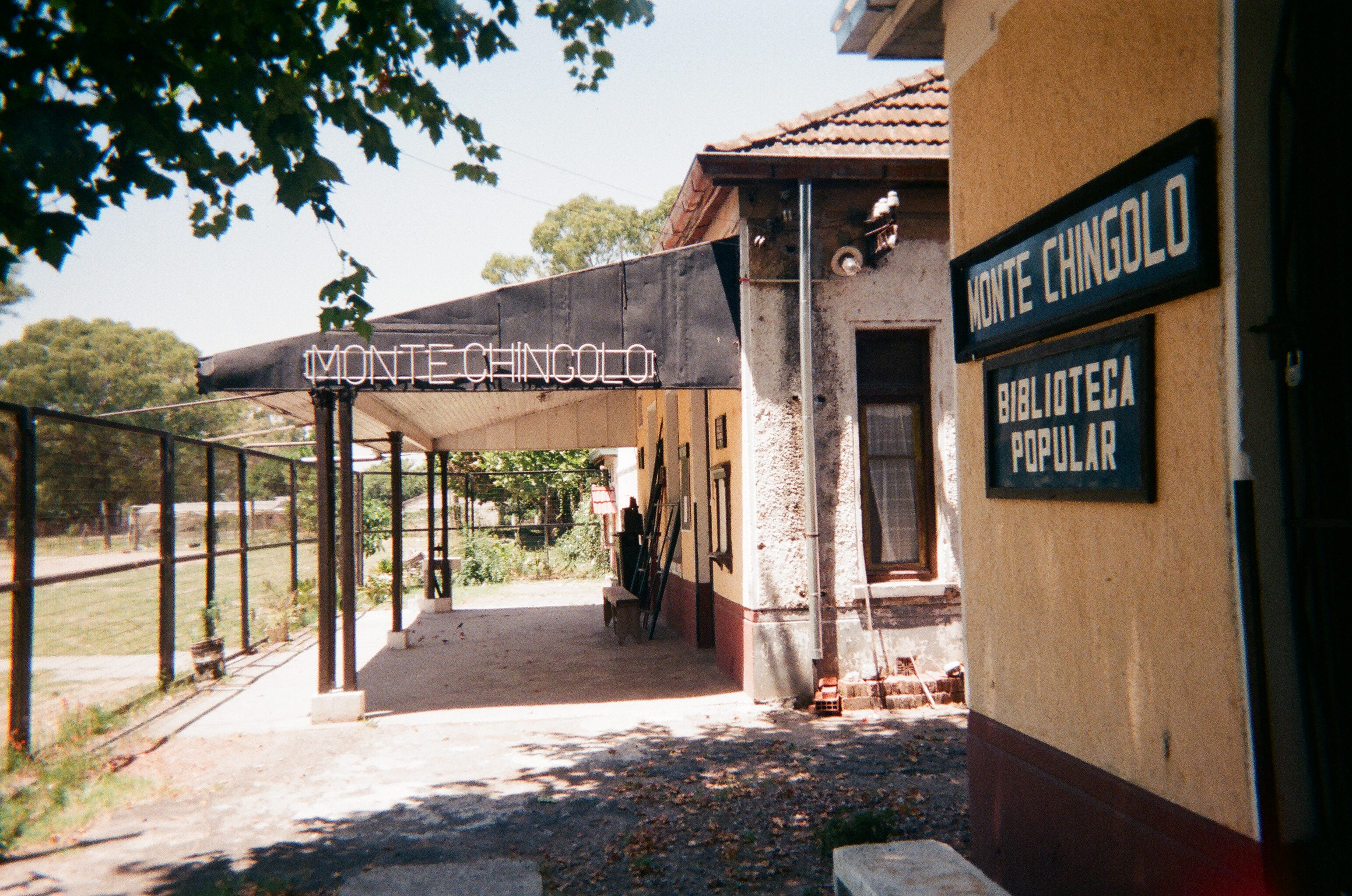
Exestación Monte Chingolo del FFCC Provincial Buenos Aires, hoy biblioteca.

La "Biblioteca Popular Monte Chingolo" es una asociación civil conformada por vecinos de Monte Chingolo que en el año 2002 decidieron fundar un espacio para promover la construcción de políticas culturales y educativas en comunidad y facilitar las oportunidades y herramientas para el desarrollo local.
La biblioteca fue fundada oficialmente el 17 de noviembre de 2002 en el edificio de la antigua estación de trenes de Monte Chingolo perteneciente al Ferrocarril Provincial, para lo que el depósito de encomiendas y equipajes fue convertido en una sala de lectura y en 2017 inauguró en lo que fuera la oficina administrativa de la estación el "Museo Histórico de Monte Chingolo".
La "Biblioteca Popular Monte Chingolo" abre sus puertas a la comunidad con una oferta cultural y educativa que busca ser una herramienta de transformación social y funciona de lunes a viernes de 10 a 16 en la antigua estación de trenes de Monte Chingolo, en General Pinto 4752.
El "Museo Histórico de Monte Chingolo" fue construido a partir de material ferroviario abandonado que fue preservado por los vecinos de la biblioteca y desarrollado junto al área de Patrimonio Histórico de la Universidad Nacional de Lanús (UNLa) para que sea un espacio de construcción de la memoria colectiva y una herramienta educativa para todas las escuelas del barrio.
Por el proyecto del Museo, la Biblioteca Popular de Monte Chingolo fue seleccionada como una de las 20 bibliotecas de América Latina y España que ganaron la tercera edición del certamen de pasantías internacionales organizado por Programa Iberoamericano de Bibliotecas Públicas (Iberbibliotecas) en noviembre de 2018 en Madrid, que tuvo como ejes la alfabetización y la memoria sociocultural.